# 25104 Chohyunghoon
25104 Chohyunghoon (tên chỉ định: 1998 RY51) là một tiểu hành tinh vành đai chính. Nó được phát hiện bởi dự án Nghiên cứu tiểu hành tinh gần Trái Đất Lincoln ở Socorro, New Mexico, ngày 14 tháng 9 năm 1998. Nó được đặt theo tên Cho Hyunghoon, a South Korean high school student whose microbiology team project won second place ở the 2008 Giải thưởng Khoa học và Kỹ thuật Intel.